# Varljivo svetlikanje
Varljivo svetlikanje, tudi nepojasnjeni ogenj (latinsko ignis fatuus: dobesedno »ogenj norcev«), označuje pojav nočnega svetlikanja, še posebej nad močvirji in barji. V splošnem je sprejeto, da svetlikanje povzroča oksidacija sestavin plinov, ki nastajajo pri trohnenju. V evropski folklori varljivo svetlikanje označuje nagajive ali celo zlonamerne duhove umrlih oz. nadnaravna bitja, kot so vile, ki zavedejo popotnike; v angleško govorečih državah je znano pod imenom Will-o'-the-wisp, v nemško govorečih pa kot Irrlicht. V prenesenem pomenu ignis fatuus lahko pomeni slepilo oz. privid.

## Znanstvena razlaga
Prvo znanstveno razlago varljivega svetlikanja je opisal italijanski fizik Alessandro Volta leta 1776, potem ko je odkril metan (CH4). Predlagal je, da do svetlikanja pride zaradi delovanja naravnih električnih pojavov, kot so strele, na pline nad močvirji. Teorijo so pozneje v svojih delih podprli Joseph Priestley (Experiments and Observations on Different Kinds of Air) in Pierre Bertholon de Saint-Lazare (De l’électricité des météores). Kasneje je bila kritizirana zaradi majhne verjetnosti spontanega vžiga, odsotnosti toplote pri nekaterih primerih in nenavadnega obnašanja pojava v primeru približanja osebe kot tudi pogoste zamenjave s kroglasto strelo. Louis Blesson je pozneje v 19. st. predlagal, da se ogenj oz. svetlikanje ob približanju razblini zaradi premikanja zračnih tokov, kar razprši plin. Poleg tega je opazil, da se barvni odtenek in toplota svetlikanja razlikujeta med področji. 
Novejša hipoteza predvideva nastanek t. i. hladnega ognja, ki razvije toploto pod 400 °C in oddaja modrikaste odtenke svetlobe. Čeprav ni znano, ali se hladni ogenj pojavlja spontano v naravi, je večina spojin, kot so ogljikovodiki (npr. metan), alkoholi, aldehidi, olja, kisline in celo voski, naravno prisotnih kot stranski produkt pri organskem razkroju. Sorodna hladnemu ognju naj bi bila kemiluminiscenca fosfina (PH3). Druga izmed novejših hipotez razlaga, da so nekateri pojavi svetlikanja posledica potresnih sunkov, kar privede do piezoelektričnih pojavov. Kamnine na površju naj bi se tako segrele, pri čemer naj bi se uparila voda, v katerih se nahaja. Do podobnih pojavov naj bi prihajalo v kamninah in mineralih (npr. kamena strela), nato pa bi se energija prenesla preko stolpca uparjene vode do površja. Druge hipoteze vključujejo bioluminiscenco kresnic in gliv mraznic oz. štorovk ter belo perje pegastih sov, od katerega se svetloba mesečine lahko odbija.
Sedanja splošno sprejeta teorija razlaga, da svetlikanje nastane zaradi oksidacije fosfina, difosfana (P2H4) in metana, ki pri reakciji oddajajo svetlobo. Fosfin in difosfan spontano reagirata ob stiku s kisikom, kar pomeni da so potrebne le majhne količine za vžig obilnih količin metana. Poleg tega je stranski produkt reakcije s fosfinom fosforjev pentoksid (P4O10), ki v stiku z vodno paro tvori viskozno fosforno kislino (H3PO4), kar razloži Blessonova opažanja, pri katerih omenjeni pojav ognja ni vžgal papirja, pač pa je ta ostal prekrit z lepljivo tekočino.

## Varljivo svetlikanje v folklori
Zapisi o varljivem svetlikanju segajo več stoletij v preteklost in je v različnih kulturah znano pod različnimi imeni. V Evropi segajo zapisi v srednji vek; pojav je pozneje omenil celo angleški znanstvenik sir Isaac Newton v svojem delu Optika. Pojmovanje luči oz. svetlikanja kot duš umrlih je moč najti v vsej evropski in od tod tudi v ameriški folklori. Ljudje so najpogosteje verovali, da svetilke nadležnih ali celo zlonamernih duhov umrlih oz. duhov nadnaravnih bitij privabljajo popotnike stran od poti in jih pripeljejo v življenjsko nevarno situacijo. V mnogih deželah so verovali, da svetlikanje predstavlja duhove umrlih, ki niso mogli vstopiti niti v Nebesa niti v Pekel, zaradi česar so tavali v vmesnem svetu, v Vicah. Za osvetljavo poti v temi jim je Hudič dovolil imeti kos razžarjenega oglja. Včasih je svetlikanje bilo tudi znamenje prihajajoče smrti, ki naj bi se pojavljajo na poti pogrebnega sprevoda, od hiše pokojnika do pokopališča, lahko pa je bilo znamenje prihajajoče tragedije. Če se je pojavilo na slednjem, so ga imenovali luč umrlega (angl. corpse light).
Na Švedskem so verovali, da so to duhovi nekrščenih oseb, ki naj bi vodili popotnike proti reki, v upanju da bi bili krščeni. Po drugi strani so ponekod (npr. na Danskem in v Mehiki) verovali, da luči predstavljajo mesto zakopanega zaklada oz. varuhe teh zakladov; tisti, ki bi bili dovolj pogumni, da bi sledili znamenju, bi zagotovo obogateli. Prebivalci v Zahodnem Bengalu in Bangladešu jih imenujejo Aleye (»luči močvirskih duhov«) in predstavljajo duhove ribičev, ki so umrli med ribolovom; nekateri naj bi zavajali ribiče, drugi pa naj bi bili dobronamerni, saj opozarjajo na prihajajoče nevarnosti. V argentinski in urugvajski folklori je znano kot luz mala (»zlobna luč«), ki je eden najpomembnejših mitov. Tamkajšnji prebivalci se teh luči zelo bojijo, pojavljajo pa se predvsem na podeželju.

## Varljivo svetlikanje v umetnosti in zabavi
Pojem varljivega svetlikanja je moč zaslediti v mnogih literarnih delih, npr. v Miltonovem Izgubljenem raju, Tolkienovem Gospodarju prstanov (v t. i. Mrtvih močvarah), Rowlinginem Harry Potterju, Stokerjevi Drakuli ter v Goethejevi (Pravljica o zeleni kači in lepi Lilijani) in Dickinsonini poeziji (Those — dying then).
Lisztova Transcendentalna etuda za klavir št. 5 nosi naslov Feux Follets, kar je francoski izraz za varljivo svetlikanje. V Schubertovem ciklu Zimsko popotovanje (Winterreise) nosi 9. pesem naslov Irrlicht. Pojav je omenjen tudi v Berliozovem delu Pogubljenje Fausta in Fallinem baletu El amor brujo.
Varljivo svetlikanje se pojavlja tudi v mnogih videoigrah, kot so RuneScape, EverQuest in serija Elder Scrolls, ter namiznih igrah, kot je Dungeons & Dragons.